# Hardy Holzman Pfeiffer

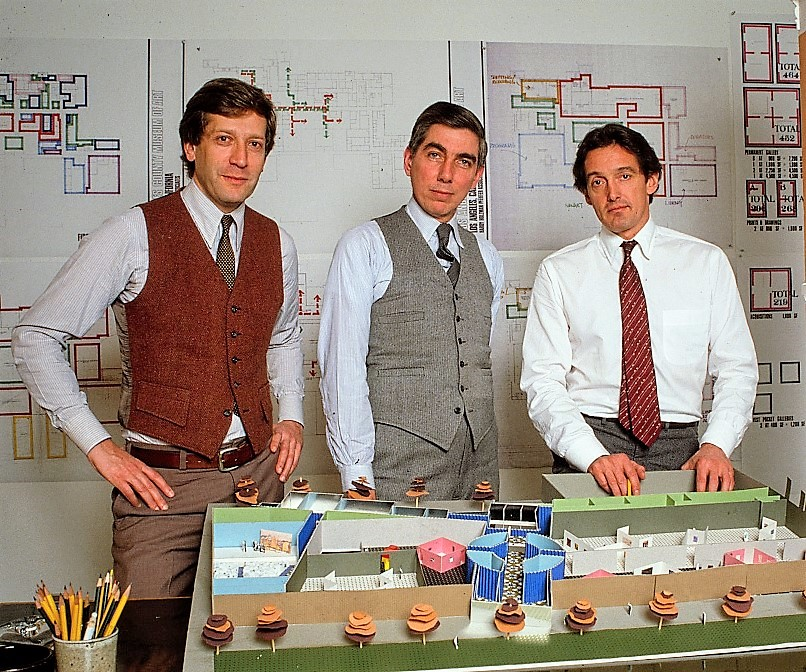
Von links: Malcolm Holzman, Hugh Hardy und Norman Pfeiffer (1981)

Hardy Holzman Pfeiffer Associates (HHPA) war ein von 1967 bis 2004 bestehendes US-amerikanisches Architekturbüro, das durch zahlreiche Theaterbauten und Kulturzentren in den USA bekannt wurde.

## Geschichte
Das Büro wurde 1967 von Hugh Hardy, Malcolm Holzman und Norman Pfeiffer gegründet. Hardy und Holzmann arbeiteten bereits seit 1964 zusammen, 1965 war Pfeiffer zu dem Büro dazugestoßen. Hardy Holzman Pfeiffer wurde bald das führende Architekturbüro für Neubauten und Umbauten von Theatern, Kulturzentren und Konzerthäusern in den USA. 1999 hatte das Büro bereits 115 solche Projekte geplant oder gebaut und beschäftigte 130 Angestellte in New York und Los Angeles.
2004 trennten sich die Partner. Hardy gründete das Büro H3 Hardy Collaboration Architecture, Holzman gründete das Büro Holzman Moss Bottino Architecture (HMBA), und Norman Pfeiffer das Büro Pfeiffer Partners Architects.

## Auszeichnungen
Hardy Holzman Pfeiffer erhielt 1981 den Architecture Firm Award des American Institute of Architects, der als höchste Auszeichnung für Architekturbüros in den Vereinigten Staaten gilt.
Viele einzelne Projekte wurden ebenfalls mit Auszeichnungen gewürdigt.

## Projekte
(Auswahl)
- Performing Arts Center (Erweiterung), University of Toledo, Toledo, Ohio, 1967
- Arts Center, Bard College at Simon’s Rock (Umbau), Great Barrington, Massachusetts, 1967
- New Lafayette Theater II (Renovierung), New York City, 1968
- Playhouse in the Park/Robert S. Mart Theater, Cincinnati, Ohio, 1968
- Newark Community Center of the Arts (Umbau), Newark, New Jersey, 1969
- Assembly Hall (Umbau), Phillips Exter Academy, Exeter, New Hampshire, 1969
- Taylor Theater (Umbau), Kenan Center, Lockport, New York, 1969
- Dance Theatre (Umbau), Harlem School, New York City, 1971 (sowie Renovierung und Erweiterung 1994)
- Cultural Ethnic Center (Umbau), Bronx, New York City, 1972
- Emelin Theater, Mamaroneck, New York, 1972
- Phillips Exeter Academy’s Fisher Theater, Exeter, New Hampshire, 1972
- Salisbury School, Salisbury, Maryland, 1972–1977[4]
- American Film Institute (Umbau), Kennedy Center, Washington D. C., 1973
- Columbus Occupational Health Center, Columbus, Indiana, 1973
- Artpark, Lewiston, New York, 1974
- Orchestra Hall, Minneapolis, Minnesota, 1974 (und Umbauten 1997)
- Agnes de Mille Theater (Umbau), North Carolina School of the Arts, Winston-Salem, North Carolina, 1975
- 1894 Grand Opera House and Hotel (Masterplan für die Renovierung), Galveston, Texas, 1975
- Cooper-Hewitt Museum (Umbau der Andrew Carnegie Mansion), New York City, 1976
- Feld Ballets/New York Headquarters and Studios (Umbau), New York City, 1977
- Brooklyn Children’s Museum, Brower Park, Brooklyn, New York City, 1977[5]
- Saint Louis Art Museum (Renovierung), St. Louis, Missouri, 1977
- Townhouse, 18 West 11th Street, New York City, 1978
- Boettcher Concert Hall, Denver, Colorado, 1978–1979
- Hult Center for the Performing Arts, Eugene, Oregon, 1978–1982
- Madison Civic Center (Renovierung und Umbau eines Kinos mit ergänzenden Neubauten), Madison, Wisconsin, 1980 (2004 stark verändert durch Cesar Pelli)
- Music and Dance Buildings, St. Paul’s School, Concord, New Hampshire, 1980
- Sprint Square Arts Center (Renovierung, Umbau, Neubauten), Charlotte, North Carolina, 1980
- Willard Hotel (Renovierung und Erweiterung), Washington D. C., 1980–1986
- American Ballet Theater Offices and Studios (Renovierung), New York City, 1981
- Best Products Headquarters, Richmond, Virginia, 1981
- Joyce Theater (Umbau), New York City, 1982
- Will Rogers Memorial Center (Masterplan), Fort Worth, Texas, 1982
- American Film Institute (Campus-Masterplan und Renovierung), Los Angeles, Kalifornien, 1983
- Brooklyn Academy of Music (BAM) (Renovierung in sechs Phasen), Brooklyn, New York City, 1984
- Ohio Theatre and Galbreath Pavilion (Neubau und Renovierung), Columbus, Ohio, 1984
- Rainbow Room (Restaurantumbau), New York City, 1985
- Virginia Museum of Fine Arts (Anbau), Richmond, Virginia, 1985
- Los Angeles County Museum of Art (Anbau Art of the Americas Building/Robert O. Anderson Building), 1986 (inzwischen abgerissen)
- Alice Busch Opera Theater, Glimmerglass Festival, Cooperstown, New York, 1987
- BAM Majestic Theater (Umbau/Rekonstruktion), seit 1999  Harvey Theater, Brooklyn Academy of Music, Brooklyn, New York City, 1987
- Alaska Center for the Performing Arts, Anchorage, Alaska, 1988
- Tsai Performance Space (Umbau), Boston University, Boston, Massachusetts, 1989
- Education Center Lecture Hall, Los Angeles County Museum of Art, Los Angeles, Kalifornien, 1989
- Broadway Theater (Renovierung), New York City, 1991
- Center for the Arts, Middlebury College, Middlebury, Vermont, 1992
- Del and Lou Ann Weber Fine Arts Building, University of Nebraska, Omaha, Nebraska, 1992
- Fox Theatres, Wyomissing, Pennsylvania, 1993
- Ross Lecture Hall (Renovierung), New York Botanical Garden, Bronx, New York City, 1993
- Dillingham Hall (renovierung und Neubauten), Punahou School, Honolulu, Hawaii, 1994
- Music School and Concert Hall (Planung), University of Southern California, Los Angeles, Kalifornien, 1994
- New Victory Theatre (Renovierung), New York City, 1995
- Yulman Theater, Union College, Schenectady, New York, 1995
- Lied Education Center for the Arts, Creighton University, Omaha, Nebraska, 1996
- Hawaii Theatre Center (Masterplan und Renovierung), Honolulu, Hawaii, 1996
- Wilma Theater, Philadelphia, Pennsylvania, 1996
- BAMcafe (Umnutzung), Brooklyn Academy of Music, Brooklyn, New York City, 1997
- New Amsterdam Theatre (Renovierung), New York City, 1997
- Vivian Beaumont Theater (Renovierung), Lincoln Center, New York City, 1997 (sowie 1999)
- BAM Rose Cinemas (Umnutzung), Brooklyn Academy of Music, Brooklyn, New York City, 1998
- Monterey Bay Festival Center (Masterplan), California State University, Monterey Bay, Kalifornien, 1998
- Colburn School for Performing Arts, Los Angeles, Kalifornien, 1998
- Walsh Center for Performing Arts, Texas Christian University, Fort Worth, Texas 1998
- Vilar Center for the Arts, Beaver Creek, Colorado, 1998
- Musical Theatre Works (Renovierung), New York City, 1999
- Radio City Music Hall (Renovierung), New York City, 1999
- Berrie Center for Performing and Visual Arts, Ramapo College, Mahwah, New Jersey, 1999
- Lucille Murchison Performing Arts Center, University of North Texas, Denton, Texas, 1999
- Whitaker Center for Science and the Arts, Harrisburg, Pennsylvania, 1999
- RiverCenter for the Performing Arts, Columbus, Georgia, 2000
- Hyperion Theater, Anaheim, Kalifornien, 2000
- Lensic Performing Arts Center (Renovierung), Santa Fe, New Mexico, 2000
- Hippodrome Performing Arts Center (Renovierung und Neubauten), Baltimore, Maryland, 2001
- Norris University Center Black Box Theaters, Northwestern University, Evanston, Illinois, 2001
- McCarter Theatre, Princeton University, Princeton, New Jersey, 2001
- Shubert Organization Theater at Theater Row, New York City 2001
- Marie P. DeBartolo Performing Arts Center, University of Notre Dame, South Bend, Indiana, 2002
- Windows on the World (Renovierung), Restaurant im World Trade Center, New York City (zerstört 2001)
- Bridgemarket, New York[6]
- Kioske, Café und Grill, Bryant Park, New York[6]
- Kisoke, Herald and Greeley Square Park, New York[6]